# الشركة الوطنية للتربية والتعليم
الشركة الوطنية للتربية والتعليم شركة مساهمة سعودية تنشط في مجال التعليم يبلغ رأس مالها 430 مليون ريال سعودي (115 مليون دولار)، مدرجة في سوق الأسهم السعودي منذ 2018. تأسست الشركة على يد محمد بن إبراهيم الخضير في عام 1958 بتأسيس مدارس التربية النموذجية. في العام 2002 تحولت إلى أول شركة مساهمة مغلقة في القطاع التعليمي تحت مسمى الشركة الوطنية للتربية والتعليم.

## النشاط
يتمثل نشاط الشركة في تملك وإنشاء وإدارة المدارس الخاصة بالتعليم العام قبل الجامعي، والاستثمار في المجال الرياضي والترفيه والنوادي الرياضية لطلاب المدارس. تقوم الشركة بتوفير التعليم الأهلي بحسب المنهج الوطني السعودي، وكذلك المنهج الدولي الأمريكي.

## المدارس
حتى عام 2023 تمتلك الشركة عشر مجمعات تعليمية، تبلغ طاقتها الاستيعابية 40,500 طالب وطالبة هي:
- التربية النموذجية - الريان.
- التربية النموذجية - الروابي.
- التربية النموذجية - النّزهة.
- التربية النموذجية - قرطبة.
- التربية النموذجية - القصيم.
- التربية النموذجية - القيروان.
- التربية النموذجية - العارض.
- مدارس الغد الأهلية.
- مدارس الخوارزمي الأهلية.
- مدارس السلام الأهلية.